# Nothomyrmecia macrops
La hormiga dinosaurio u hormiga australiana del amanecer, (Nothomyrmecia macrops) es una especie poco común de hormiga y único miembro del género Nothomyrmecia. Vive en el sur de Australia, anidado en el viejo bosque de mallee y en el bosque de Eucalyptus. Nunca se ha hecho una medición sobre cuantos ejemplares de Nothomyrmecia existen, y se desconoce cuán grande puede llegar a ser su población. Las posibles amenazas para su supervivencia incluyen la destrucción de su hábitat y el cambio climático. Son más activas cuando hace frío porque encuentran menos depredadores como Camponotus e Iridomyrmex, además de aumentar el éxito de caza. Por lo tanto, el aumento de la temperatura puede impedir que busquen alimento y muy pocas áreas serían adecuadas para que la hormiga viva. Como resultado, la UICN ha catalogado a la hormiga en situación de peligro crítico de extinción.
Es una hormiga de tamaño mediano, que mide entre 9,7 a 11 mm. Las obreras son monomórficas, por lo que muestran poca diferenciación morfológica entre ellas. Las colonias maduras son muy pequeñas, con sólo de cincuenta a cien individuos en cada nido. Los obreras son estrictamente nocturnas (están activos principalmente en la noche) y son forrajeadoras solitarias, recolectan presas de artrópodos y sustancias dulces tales como el rocío de miel producido por Coccoidea y otros hemípteros. Dependen de su visión para guiarse y no hay evidencias que sugieran que los individuos usen químicos para comunicarse entre ellos mientras buscan alimento. Una hormiga reina se aparea con uno o más machos y, durante la fundación de la colonia, buscará comida hasta que la cría se haya desarrollado completamente. Las reinas son univoltinas (es decir, producen sólo una generación de hormigas cada año). Dos reinas pueden establecer una colonia juntas, pero solo una se quedará una vez que la primera generación de obreras haya sido criada.
Fue descrita por primera vez por el entomólogo australiano John S. Clark en 1934 tras observar dos especímenes de hormigas obreras. Estas fueron recolectadas en 1931 cerca de Rango Russell, en el interior de la Israelite Bay en Australia Occidental. Después de su descubrimiento inicial, la hormiga no volvió a ser vista durante cuatro décadas hasta que un grupo de entomólogos la redescubrió en 1977, a 1300 km del sitio original reportado. Apodada como el «Santo Grial» de la mirmecología, la hormiga fue objeto de gran interés científico después de su redescubrimiento, atrayendo a científicos de todo el mundo. En Poochera —el sitio de redescubrimiento— las imágenes de la hormiga están grabadas en las calles, y es quizás la única ciudad en el mundo que se nutre del turismo basado en hormigas. Algunos entomólogos han sugerido que existe una relación entre Nothomyrmecia y el fósil del Etioceno Báltico del género Prionomyrmex, basados en similitudes morfológicas, pero esta interpretación no es ampliamente aceptada por la comunidad entomológica. Debido a su estructura corporal, se considera que Nothomyrmecia es en la actualidad la hormiga más primitiva y un «fósil viviente», estimulando estudios sobre su morfología, comportamiento, ecología y cromosomas.

## Descripción

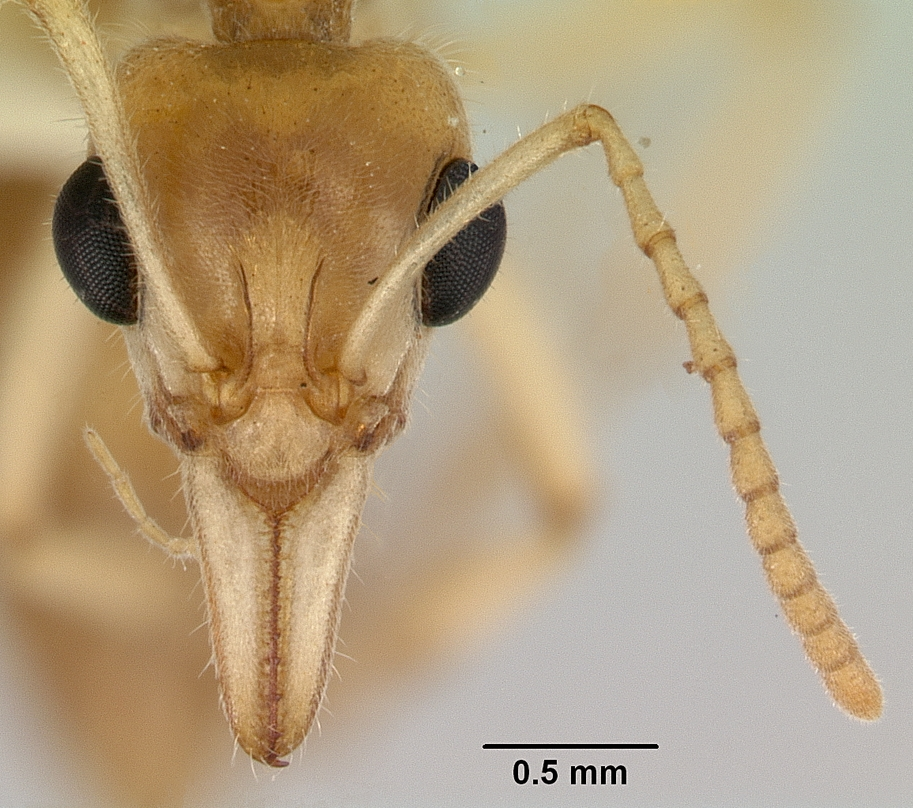
Primer plano de la cabeza de una obrera

Nothomyrmecia es una hormiga de tamaño mediano, que mide de 9,7 a 11 mm de longitud. Las obreras son monomórficas, lo que significa que existe poca diferenciación morfológica entre ellas. Las mandíbulas, el clypeus (uno de los escleritos que componen la «cara» de un artrópodo o insecto), las antenas y las piernas son de color amarillo pálido. Los pelos en el cuerpo son amarillos, erectos, largos y abundantes, pero en las antenas y las piernas estos son más cortos y no están erectos. Aunque muestra características similares a las especies de Myrmecia, Nothomyrmecia se parece un poco a Oecophylla, comúnmente conocidos como hormigas tejedoras. Las obreras son estrictamente nocturnas (permanecen activas principalmente en la noche), pero se guían a través de su visión gracias a sus grandes ojos compuestos. Las mandíbulas son más cortas que la cabeza. Tienen de diez a doce dientes y están menos especializados que los de Myrmecia y Prionomyrmex, siendo esos alargados y triangulares. La cabeza es más larga que ancha y se hace más ancha hacia la espalda. Los costados de la cabeza son convexos alrededor de los ojos. La base de las antenas se extienden más allá del borde occipital, y el segundo segmento del funículo (una serie de segmentos entre la base y la clava) es ligeramente más largo que el primer, tercer y cuarto segmento. El nódulo, protórax, propodeo y tórax son más largos que anchos, y el mesotórax es tan largo como ancho. El primer segmento del gáster es más ancho que largo y se hace más ancho en la parte posterior con lados fuertemente convexos.
Nothomyrmecia presenta un aguijón largo y retráctil en la parte posterior del abdomen. Este se ha descrito como «prominente y eficaz» y es capaz de infligir una picadura dolorosa a los seres humanos. Nothomyrmecia también presenta una «glándula de picadura»; se trata de una pequeña glándula exocrina de función desconocida descubierta en 1990. Está situada en la base del aguijón del insecto y se encuentra entre la glándula de veneno y la glándula de Dufour. A pesar de sus muchas características primitivas, el aparato de picadura de la Nothomyrmecia se considera menos primitivo que los encontrados en otras hormigas tales como la Stigmatomma pallipes. Es la única especie conocida de hormiga que contiene tanto una picadura como una «cintura» (es decir, no tiene ningún pecíolo entre el primer y segundo segmento gastral).

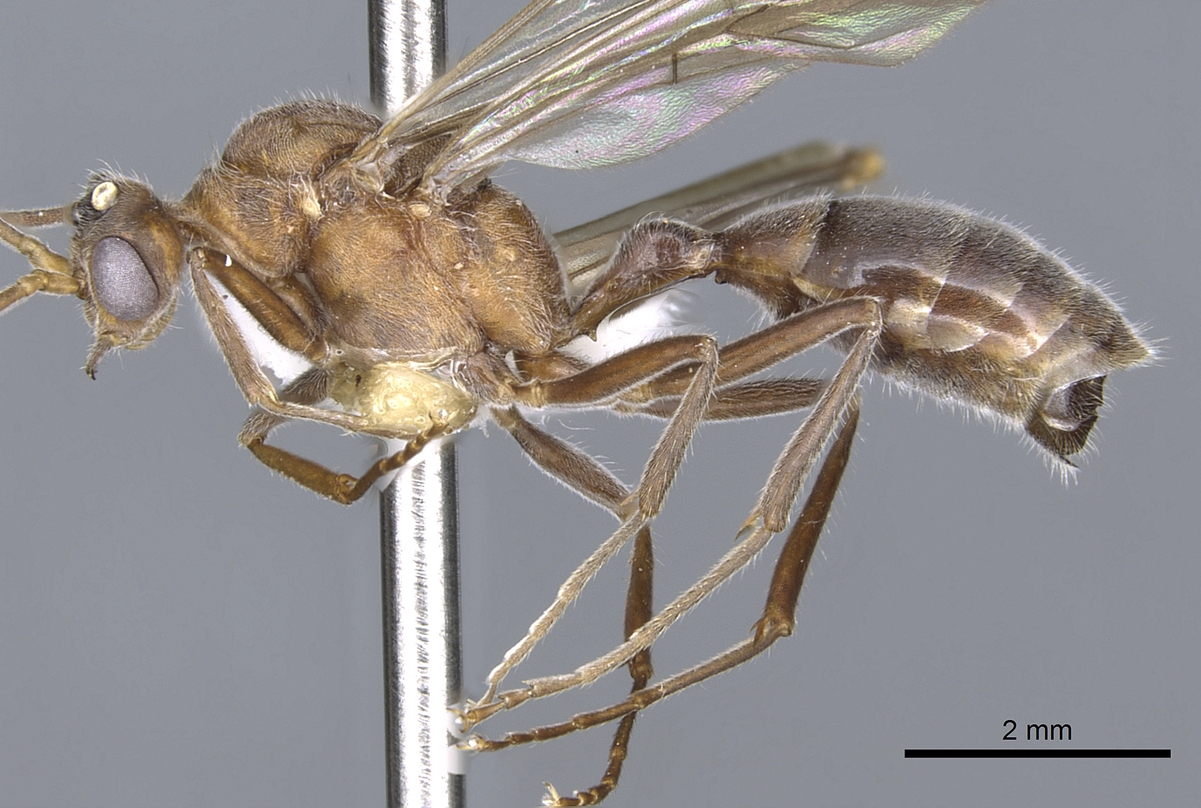
Un macho de N. macrops con alas

Las reinas se parecen a las obreras, pero existen varias características morfológicas que las distinguen a las dos entre sí. Aunque su estructura corporal es similar a la de los obreras, las reinas son generalmente más grandes. Los ocelos de la reina son muy desarrollados pero no alargados. La estructura del protórax es consistente con otras hormigas reproductoras, aunque no ocupa tanto de su masa mesosómica. Las alas de las reinas son tan reducidas que no son funcionales (son braquipterias). Sus alas son notablemente rudimentarias y rechonchas, apenas superpuestas al primer segmento gastral. Los machos se asemejan a los de Myrmecia, con la diferencia de que la Nothomyrmecia lleva un solo un nudo en la cintura. Las alas de la hormiga masculina no son como las de la reina; tienen un lóbulo yugal (una porción de las alas inferiores), una característica que se encuentra en muchas hormigas primitivas. La mayoría de los ejemplares machos recolectados tienen dos espuelas tibiales —espinas localizadas en el extremo más alejado de la tibia—; la primera espuela es un calcar largo mientras que la segunda es corto y grueso. Los adultos tienen un órgano estridulatorio localizado en el vientre —a diferencia de todos los demás himenópteros, en los que tales órganos se encuentran dorsalmente.
Estas hormigas tienen seis pedipalpos maxilares (sirven como órganos del tacto y gusto en la alimentación) y cuatro pedipalpos labiales (estructuras sensoriales en el labio), una característica muy primitiva. Las hembras poseen una antena de doce segmentos, mientras que la de los machos posee trece segmentos. La naturaleza no especializada de la cutícula (exoesqueleto externo del cuerpo) es similar a la de la Pseudomyrmex, un miembro de la subfamilia Pseudomyrmecinae. Muchas de las características conocidas en la Nothomyrmecia se encuentran en la Ponerinae y la Pseudomyrmecinae.

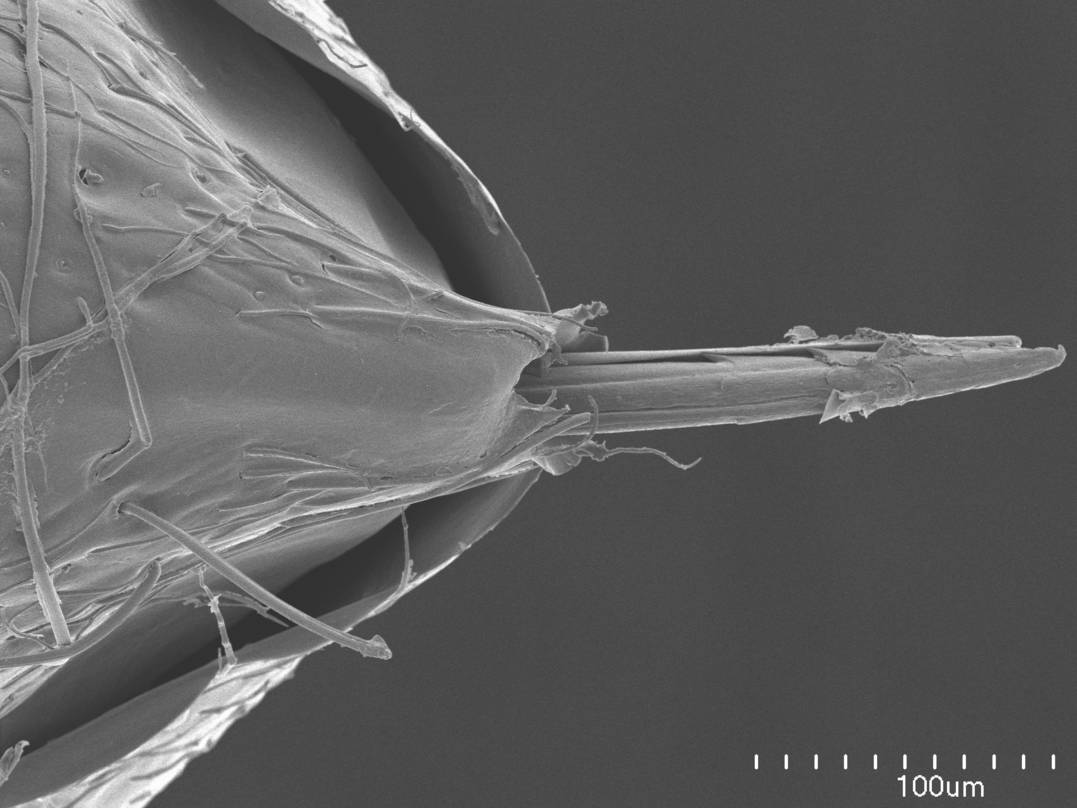
Aguja de una N. macrops

Los huevos de Nothomyrmecia son similares a los de Myrmecia, siendo estos subesféricos y no adhesivos. Las larvas llevan una estructura corporal primitiva sin tubérculos especializados, compartiendo características similares con la subfamilia Ponerinae. Aun así, Nothomyrmecia posee una sensilia más abundante en las partes bucales que Ponerinae. Las larvas se caracterizan en tres etapas: muy jóvenes, jóvenes y maduras, que miden 2,8 mm, 6,3 mm, y 11 mm, respectivamente. Los capullos tienen paredes delgadas y producen meconio (un producto de desecho metabólico expulsado a través de la abertura anal). Los hidrocarburos cuticulares tienen alquenos ramificados internamente, una característica raramente encontrada en las hormigas y en la mayoría de los insectos. En general, la estructura corporal de Nothomyrmecia demuestra la naturaleza primitiva de la especie. La estructura de la región abdominal puede separarla de otros familiares de Myrmeciinae (el cuarto segmento abdominal de Myrmecia es tubular, mientras que Nothomyrmecia tiene un segmento abdominal no tubulado). La aparición del cuarto segmento abdominal es consistente con casi todos los insectos aculeados.
La característica de las alas vestigiales no funcionales puede haber evolucionado en esta especie hace relativamente poco, ya que las alas podrían haber desaparecido después de mucho tiempo si no cumplieran ninguna función para el vuelo. La reducción del ala podría de alguna manera relacionarse con la estructura de la población u otra presión ecológica especializada. Igualmente, la reducción del ala podría ser una característica que sólo se forma en las colonias afectadas por la sequía, como se ha observado en varias especies de hormigas Monomorium encontradas en las regiones semiáridas de Australia. Hasta ahora, los científicos no entienden completamente cómo las alas no funcionales vestigiales surgieron en Nothomyrmecia macrops.

## Taxonomía

### Descubrimiento

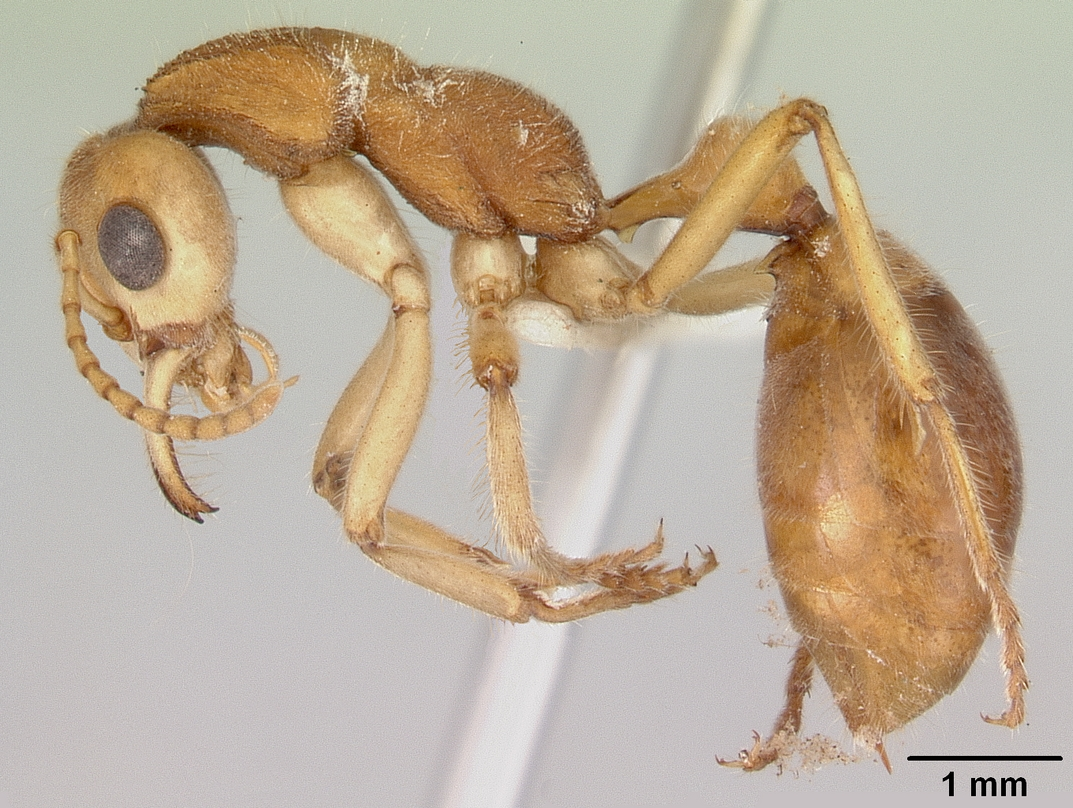
Espécimen de obrera de N. macrops recolectado por Taylor

La primera recolección de Nothomyrmecia fue realizada en diciembre de 1931 por la entomóloga amateur Amy Crocker, cuyos colegas habían recogido una serie de muestras de insectos para ella durante una excursión de campo, incluyendo especímenes de dos hormigas obreras cerca de Russell Range, en el interior de la Israelite Bay en Australia occidental. Luego, Crocker les pasó las hormigas al entomólogo australiano John S. Clark. Este las categorizó como una nueva especie. El entomólogo Robert W. Taylor posteriormente expresó dudas sobre la exactitud del sitio de descubrimiento original, afirmando que los especímenes fueron probablemente recogidos en el extremo occidental de la Gran Bahía Australiana, al sur de Balladonia. El descubrimiento de Nothomyrmecia y la aparición de su cuerpo único llevó a científicos en 1951 a iniciar una serie de búsquedas para encontrar a la hormiga en Australia occidental. Durante tres décadas, equipos de coleccionistas australianos y estadounidenses no pudieron volver a hallarlo; varios entomólogos como E. O. Wilson y William Brown, Jr. hicieron intentos de encontrarlo, pero ninguno fue exitoso. Luego, el 22 de octubre de 1977, Taylor y su grupo de entomólogos de Canberra descubrieron por casualidad una hormiga obrera solitaria en Poochera, al sudeste de Ceduna, a unos 1300 km del sitio origina de descubrimiento en 1931.  Después de cuarenta y seis años buscándolo, los entomólogos apodaron a la hormiga el «Santo Grial» de la mirmecología.

### Descripción
En 1934 el entomólogo John S. Clark publicó una descripción formal de Nothomyrmecia macrops como una nueva especie dentro de un género y tribu completamente nuevo (Nothomyrmecii) dentro de Ponerinae. Lo hizo porque los dos especímenes no se parecían a ninguna especie de hormiga que conociera, aunque compartían características morfológicas similares con el extinto género de Prionomyrmex. Clark señalaba que la cabeza y las mandíbulas de Nothomyrmecia y Prionomyrmex eran algo similares, pero las dos podían distinguirse por la aparición de un nodo (un segmento entre el mesosoma y el gáster). En 1951, Clark propuso la nueva subfamilia de la hormiga Nothomyrmeciinae para su Nothomyrmecia, basada en diferencias morfológicas con otras hormigas de Ponerinae. Esta propuesta fue rechazada por el entomólogo estadounidense William Brown Jr., quien colocaba a Nothomyrmecia  en la subfamilia de Myrmeciinae con Myrmecia y Prionomyrmex, bajo la tribu de Nothomyrmeciini. Su relación distante con las hormigas existentes se confirmó después de su redescubrimiento, y su colocación dentro de los Formicidae fue aceptada por la mayoría de los científicos hasta finales de los años 1980. La existencia de un nodo en la cintura de Nothomyrmecia llevó a los científicos a creer que este debería estar separado de Myrmecia y se conservó la propuesta original de Clark. Esta propuesta colocaría a la hormiga en su propia subfamilia, a pesar de la existencia de muchas características morfológicas entre los dos géneros. Esta separación de Myrmecia se mantuvo hasta el año 2000.

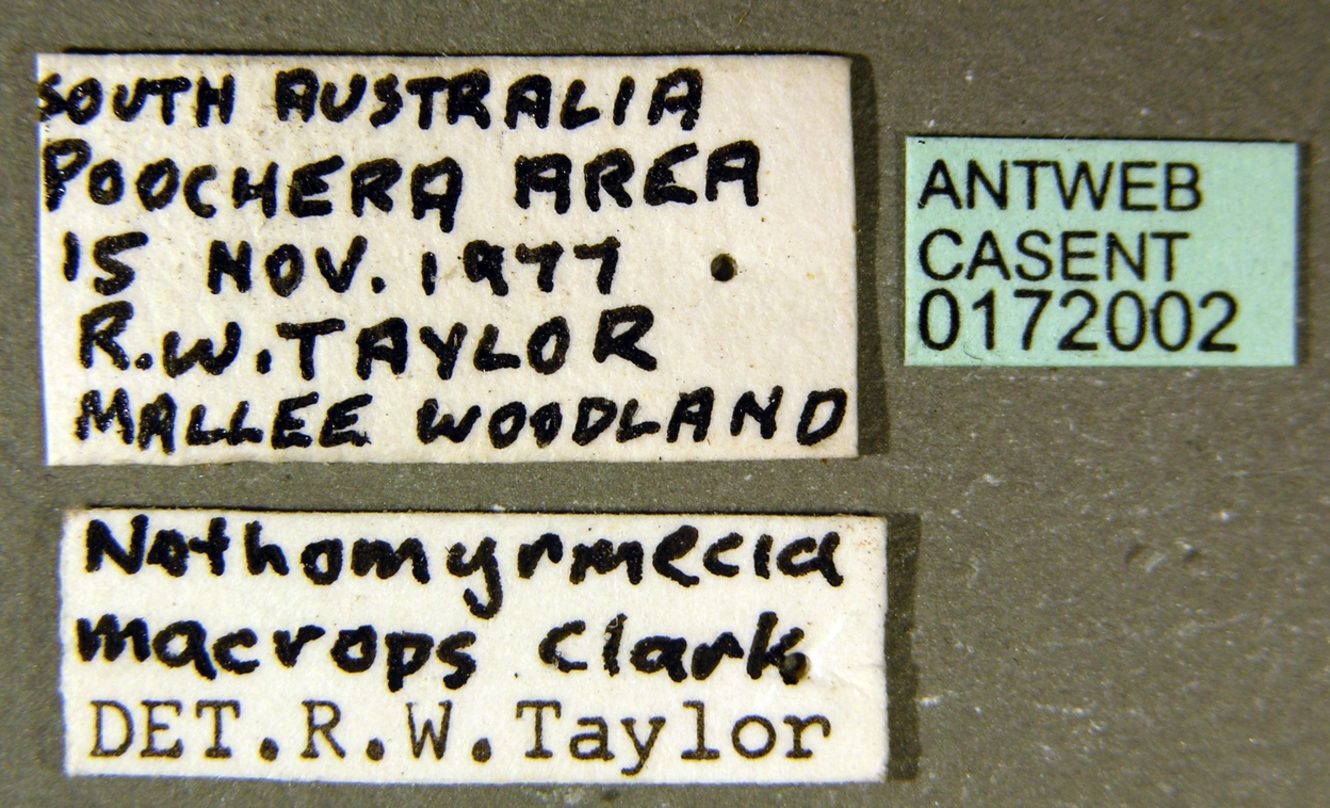
Etiqueta de uno de los ejemplares de la Nothomyrmecia recogidos por Taylor

En el año 2000, el entomólogo Cesare Baroni Urbani describió una nueva especie de Prionomyrmex (P. janzeni). Después de examinar ejemplares de Nothomyrmecia, Baroni Urbani declaró que esta una nueva especie y N. macrops eran tan morfológicamente similares que pertenecían al mismo género. Propuso que el nombre de Prionomyrmex sustituyera al nombre de Nothomyrmecia (que entonces era simplemente un sinónimo), y también que la subfamilia de Nothomyrmeciinae se llamara Prionomyrmeciinae.
En 2003, los paleoentomólogos rusos G. M. Dlussky y E. B. Perfilieva separaron a la Nothomyrmecia de Prionomyrmex basados en la fusión de un segmento abdominal. En el mismo año, los entomólogos americanos P. S. Ward y S. G. Brady llegaron a la misma conclusión que Dlussky y Perfilieva y proporcionaron un fuerte apoyo al monotipo de Prionomyrmex. Ward y Brady también transfirieron ambos taxones como géneros distintos en la vieja subfamilia Myrmeciinae bajo la tribu de Prionomyrmecini. En 2005 y 2008, Baroni Urbani sugirió la existencia de más evidencia a favor de su interpretación. Esta opinión no es apoyada en los documentos relevantes subsecuentes, que continúan utilizando la clasificación de Ward y Brady, rechazando la de Baroni Urbani.
La hormiga se conoce comúnmente como hormiga dinosaurio, hormiga australiana del amanecer, u hormiga fósil viviente debido a su estructura primitiva. El nombre de Nothomyrmecia significa «falsa hormiga bulldog». Su epíteto específico, macrops (ojos grandes), se deriva de las palabras griegas makros, que significa «largo», o «grande», y ops, que significa «ojos».

### Genética y filogenia
Nothomyrmecia y otra hormiga Ponerinae, Platythyrea tricuspidata, son los insectos himenópteros con mayor número de cromosomas, teniendo de noventa y dos a noventa y cuatro cromosomas diploides (2n).
La evidencia genética sugiere que la edad del ancestro común más reciente para Nothomyrmecia y Myrmecia apareció hace aproximadamente 74 millones de años, por lo que probablemente apareció en el Cretácico. Hay dos hipótesis sobre la filogenia interna de Nothomyrmecia: la subfamilia Formicinae está más relacionada con Nothomyrmecia que con Myrmecia, evolucionando de los antepasados de Nothomyrmecia. Alternativamente, Nothomyrmecia y Aneuretinae pueden haber compartido un antepasado común; se cree que los formicines evolucionaron de los Aneuretinae en su lugar. Actualmente, los científicos coinciden en que Nothomyrmecia probablemente evolucionó de los antepasados de Ponerinae. Nothomyrmecia y otros géneros de hormigas primitivas como Amblyopone y Myrmecia exhiben un comportamiento similar a un clado de avispas vespoides. El siguiente cladograma generado por el entomólogo canadiense S. B. Archibald y sus colegas muestra la posible posición filogenética de Nothomyrmecia entre algunas hormigas de la subfamilia de Myrmeciinae. Sugieren que la Nothomyrmecia puede estar estrechamente relacionada con las hormigas extintas de Myrmeciinae tales como Avitomyrmex, Macabeemyrma, Prionomyrmex, e Ypresiomyrma.

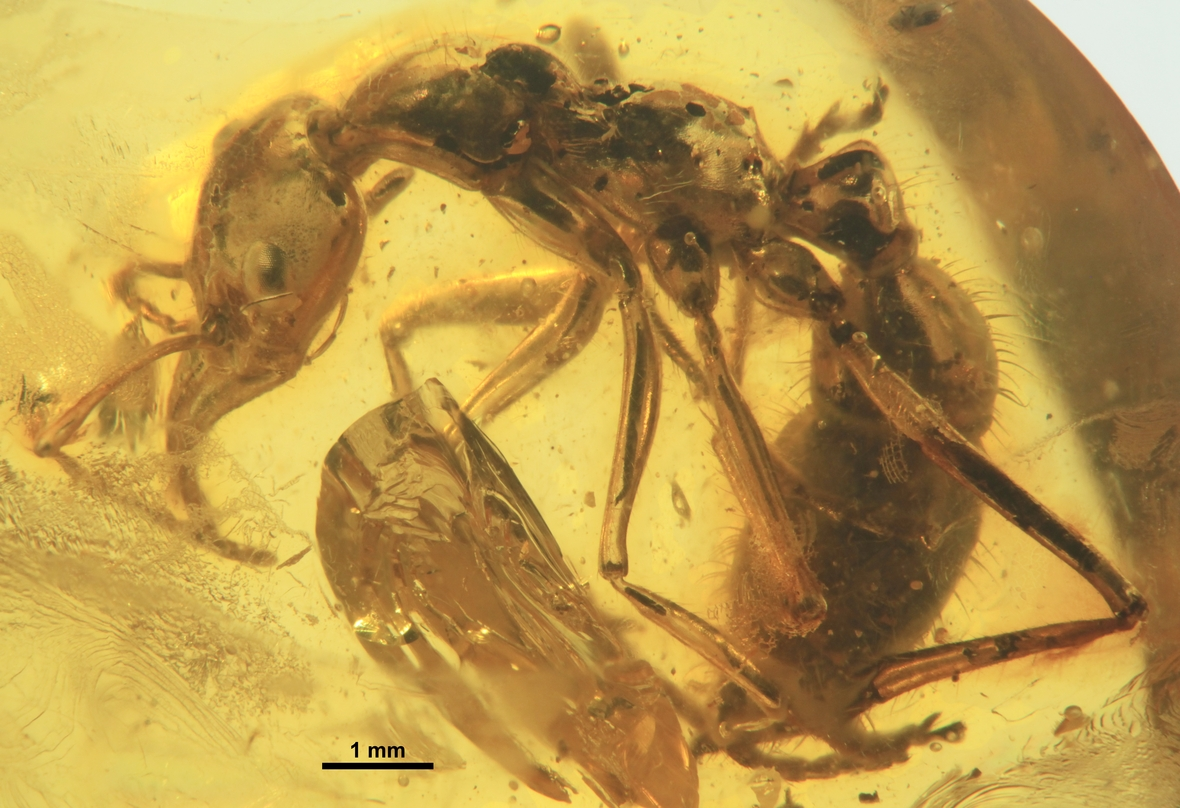
Nothomyrmecia y los extintos Prionomyrmex están relacionados cercanamente el uno con el otro

|  | Prionomyrmex janzeni   |
|  |                        |
|  | Prionomyrmex longiceps |
|  |                        |

|  | Macabeemyrma  |
|  |               |
|  | Avitomyrmex   |
|  |               |
|  | Ypresiomyrma  |
|  |               |
|  | Nothomyrmecia |
|  |               |

|  | Prionomyrmex janzeni   |
|  |                        |
|  | Prionomyrmex longiceps |
|  |                        |

|  | Macabeemyrma  |
|  |               |
|  | Avitomyrmex   |
|  |               |
|  | Ypresiomyrma  |
|  |               |
|  | Nothomyrmecia |
|  |               |

|  | Prionomyrmex janzeni   |
|  |                        |
|  | Prionomyrmex longiceps |
|  |                        |

|  | Macabeemyrma  |
|  |               |
|  | Avitomyrmex   |
|  |               |
|  | Ypresiomyrma  |
|  |               |
|  | Nothomyrmecia |
|  |               |

|  | Prionomyrmex janzeni   |
|  |                        |
|  | Prionomyrmex longiceps |
|  |                        |

|  | Macabeemyrma  |
|  |               |
|  | Avitomyrmex   |
|  |               |
|  | Ypresiomyrma  |
|  |               |
|  | Nothomyrmecia |
|  |               |

## Distribución y hábitat

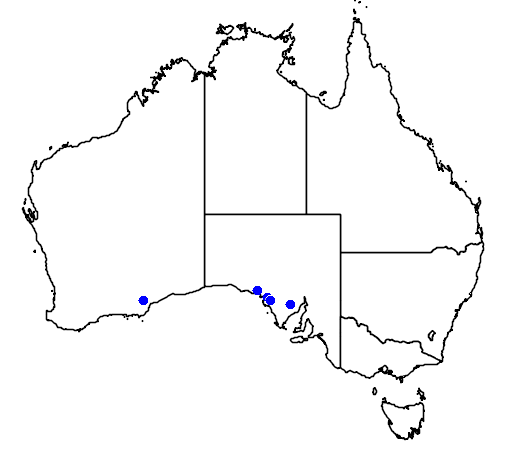
Apariciones reportadas de Nothomyrmecia según el Atlas of Living Australia

Nothomyrmecia está presente en las regiones frías de Australia meridional dentro del bosque del mallee y especialmente los bosques primarios poblados de varias especies de eucalyptus, como Eucalyptus brachycalyx, E. gracilis y E. oleosa. Es posible que la hormiga también se encuentre en Australia occidental, donde fue recogida por primera vez. Nunca se ha hecho una medición sobre cuantos ejemplares de Nothomyrmecia existen, y se desconoce cuán grande puede llegar a ser su población. En 1998 fueron situadas dieciocho colonias de Nothomyrmecia a lo largo de la península de Eyre por un equipo de entomólogos.
Los nidos se encuentran en suelos hechos de caliza con árboles de Callitris a sus alrededores. La construcción de colonias sólo ocurre cuando el suelo está húmedo. Las entradas de los nidos son difíciles de detectar, ya que sólo miden entre 4 y 6 mm de ancho y están ubicados bajo lechos de hojas poco profundas, sin montículos o depósitos de tierra. Una sola galería, de 4 a 5 mm de diámetro, puede formar una colonia de Nothomyrmecia. Esta galería desciende abruptamente hacia una cámara elíptica y horizontal que tiene un diámetro de 3 a 5 cm y una altura de 5 a 10 mm. Esta cámara se encuentra normalmente de 18 a 43 cm por debajo de la superficie del suelo.

## Comportamiento y ecología

### Forrajeo, dieta y depredadores

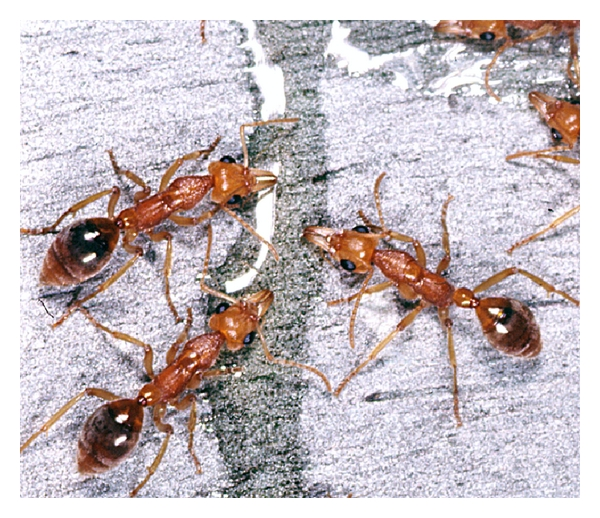
Obreras alimentándose de un cebo de miel

Las obreras son nectarívoras y se las puede encontrar forrajeando sobre los árboles de eucalipto, donde buscan alimento y son presa de larvas. Sin embargo, se sabe que las obreras beben hemolinfa de los insectos que capturan, y una reina en una colonia cautiva fue observada consumiendo una mosca. Los objetos capturados de la presa se dan a las larvas, que son carnívoros. Las obreras buscan presas en montones de hojas, matando a pequeños artrópodos incluyendo moscas de Drosophila, microlepidópteros y arañas. Las presas son generalmente menores a cuatro milímetros de tamaño, y las obreras los agarran usando sus mandíbulas y patas, luego los matan con su picadura. Las obreras también se alimentan de sustancias dulces tales como miel secretada por Coccoidea y otros hemípteros; una obrera tarda en alimentarse de estas fuentes unos treinta minutos. Las obreras pueden poner huevos no fertilizados específicamente para alimentar a las larvas; estos son conocidos como huevos tróficos. A veces los adultos, incluyendo la reina y otras hormigas sexualmente activas, consumen estos huevos. Las obreras transfieren comida a otros compañeros de nido, incluyendo adultos y larvas con alas.
La división de trabajo por parte de las obreras no ocurre en Nothomyrmecia, en donde los más jóvenes actúan como enfermeras y tienden a la cría y los más viejos salen y forrajean. La única hormiga conocida que no es Nothomyrmecia que no muestra una división en las tareas es Stigmatomma pallipes. Las obreras son estrictamente nocturnos, y sólo emergen de sus nidos en las noches frías. Son más activos a temperaturas de 5 a 10 °C, y son mucho más difíciles de localizar en noches más cálidas. Las obreras posiblemente son más activas cuando hace frío porque en estos momentos se encuentran con depredadores menos agresivos, incluyendo otras especies de hormigas diurnas más dominantes que a veces se encuentran forrajeras durante las noches cálidas. Las temperaturas frías también pueden dificultar que se escapen de las presas, aumentando así el éxito de la caza de las hormigas. A menos que un forrajero haya capturado presas, las obreras se quedan en los árboles por el resto de la noche hasta el amanecer, posiblemente dependiendo de la luz del sol para regresar a su nido. No hay evidencia de que usen senderos químicos al buscar alimento; en su lugar, las obreras dependen de señales visuales. Las hormigas son cazadoras solitarias. Los materiales de desecho, tales como compañeros de nido muertos, cáscaras de caparazón y restos de alimentos, se eliminan lejos del nido.
Las obreras de diferentes colonias de Nothomyrmecia no son antagónicas las unas con las otras, así que pueden forrajear juntos en un solo árbol, aunque atacan si un forastero intenta entrar en una colonia subterránea. Las hormigas como Camponotus e Iridomyrmex pueden representar una amenaza para los forrajeros o para una colonia si tratan de entrar; las obreras forrajeadoras que se encuentran con las hormigas Iridomyrmex son atacadas y asesinadas vigorosamente. Las obreras de Nothomyrmecia se oponen a esto secretando feromonas de la glándula mandibular y de la glándula de Dufour. Las obreras de forrajeo también realizan métodos alternativos para protegerse de los depredadores, como adoptar una postura amenazante al abrir las mandíbulas o dejarse caer deliberadamente sobre el suelo y permanecer inmóvil hasta que la amenaza disminuye. Con eso dicho, Nothomyrmecia es una especie tímida que se retira si está expuesta.

### Ciclo de vida y reproducción

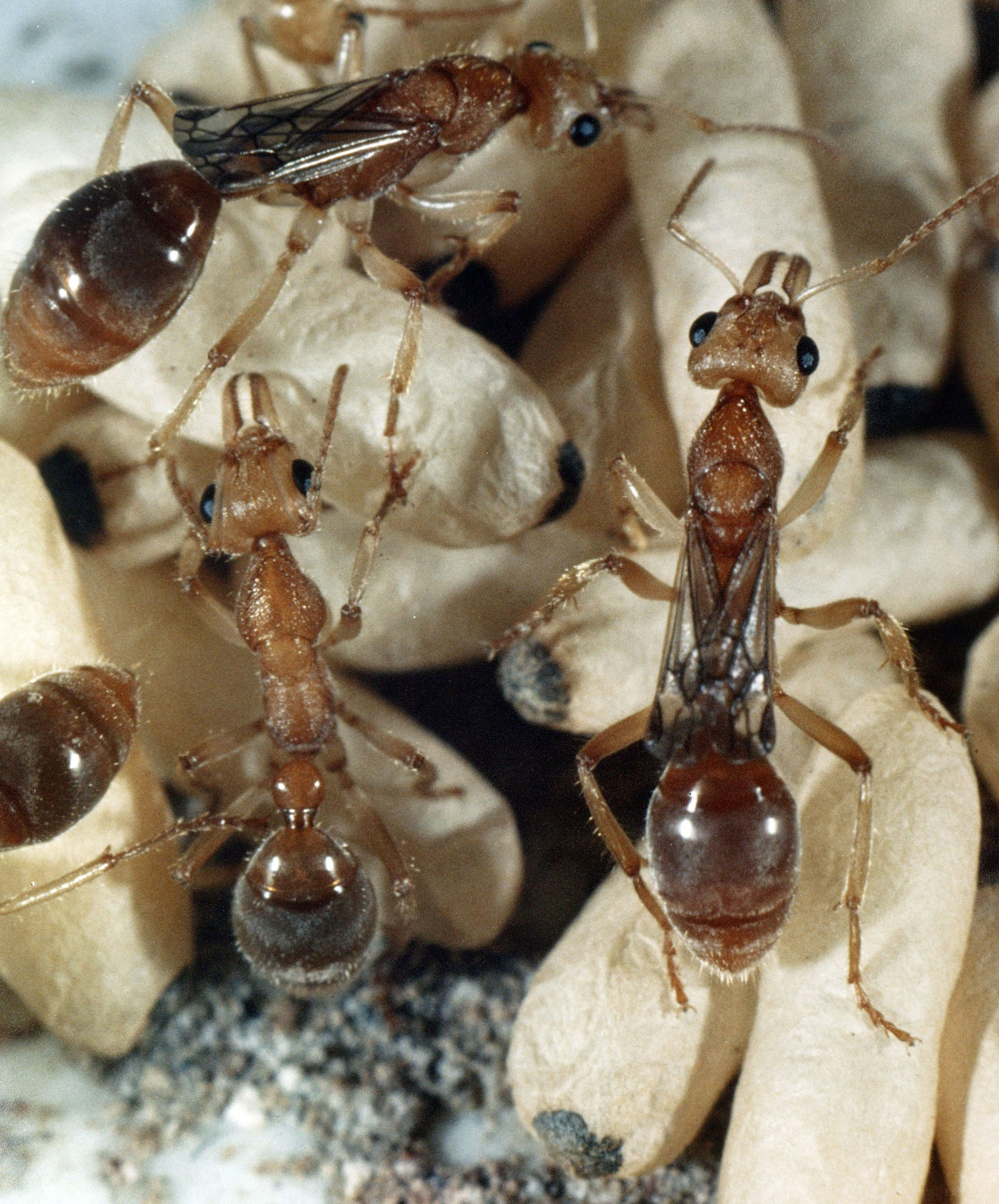
Dos reinas que muestran sus alas vestigiales, así como una obrera sin alas y varios capullos

El vuelo nupcial (que significa que las reinas vírgenes y los machos emergen para aparearse) no ocurre en Nothomyrmecia. En cambio, se dedican a la dispersión de largo alcance (se alejan de la colonia a cierta distancia y acompañadas), que probablemente comienza a finales de verano u otoño, con los adultos emergiendo alrededor de marzo y abril. Estos adultos, nacidos alrededor de enero, son generalmente jóvenes cuando comienzan a acoplar. Las reinas se ven alrededor de la vegetación tratando de aletear sus alas vestigiales - un comportamiento visto en algunas reinas Myrmecia. Debido a las alas de la reina, es probable que los adultos alados acoplen junto a su nido y liberen feromonas del sexo. Nothomyrmecia es una hormiga poliandrásica, en la cual las reinas se aparean con uno o más machos. En un estudio de treinta y dos colonias, se encontró que las reinas se apareaban con un promedio de 1,37 varones. Después del apareamiento, las nuevas colonias pueden ser fundadas por una o más reinas, solo quedará una reina cuando el nido está maduro. Las reinas compiten por el dominio, y la reina subordinada es expulsada más tarde por las obreras que la arrastran fuera del nido. Un nido existente sin reina puede adoptar una reina forrajera buscando un área para comenzar su colonia, así como los obreras. Las reinas son semi-claustrales, lo que significa que durante el establecimiento inicial de la nueva colonia la reina se forrajea entre las hormigas obreras para que pueda asegurar suficiente comida para criar a su cría. A veces una reina sale de su nido por la noche con el único propósito de encontrar comida o agua para ella misma.
Los huevos no se ven en los nidos de abril a septiembre. Se colocan a finales de diciembre y se convierten en adultos a mediados de febrero. Sin embargo, Nothomyrmecia es univoltina, significando que la reina produce una sola generación de huevos por estación (a veces puede tomar hasta doce meses para que un huevo se convierta en un adulto). Los adultos se definen como juveniles o post-juveniles: los juveniles son demasiado jóvenes (quizás varios meses) para haber experimentado una hibernación mientras que los post-juveniles si lo hicieron. Las pupas generalmente invernan y empiezan a eclosionar cuando se pone una nueva generación de huevos. Las obreras son capaces de poner huevos reproductivos, aunque no se sabe si estos se desarrollan en machos, hembras o ambos. Esta incertidumbre resulta de la sugerencia de que, dado que se ha demostrado que algunas colonias tienen altos niveles de diversidad genética, las hormigas obreras pueden ser inseminadas por los machos y actuar como reproductores complementarios. Los huevos están dispersos entre el nido, mientras que las larvas y las pupas se separan entre sí en grupos. Las larvas son capaces de arrastrarse alrededor del nido. Cuando las larvas están listas para hacer girar sus capullos, se hinchan y luego son enterradas por los obreras en el suelo para permitir la formación de capullos. Las pequeñas obreras no agresivos que actúan como enfermeras proporcionan asistencia para que los recién nacidos salgan de sus capullos. En la madurez, un nido puede contener solamente de 50 a 100 adultos. En algunos nidos, la fundación de colonias puede ocurrir dentro de una colonia misma: cuando una reina muere, la colonia puede ser tomada por una de sus hijas, o puede adoptar una reina recién apareada, restringiendo la reproducción entre las obreras; este método de fundación extiende la vida útil de la colonia casi indefinidamente.

## Relación con los humanos

### Conservación

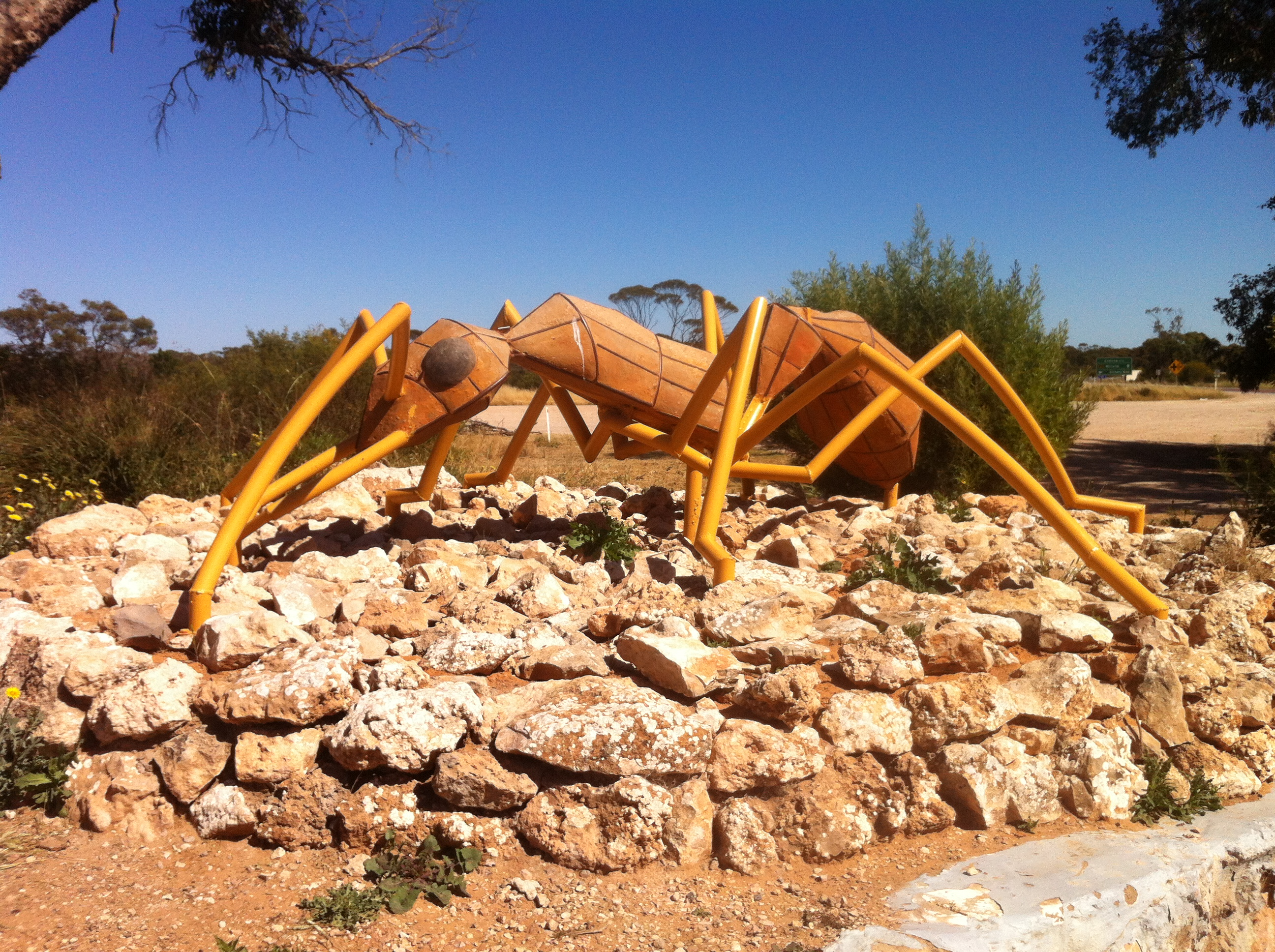
Escultura de una hormiga Nothomyrmecia en Poochera

Antes de su redescubrimiento en 1977, los entomólogos temían que Nothomyrmecia macrops ya se hubiera extinguido. La hormiga fue catalogada como una especie protegida bajo la Ley de conservación de la vida silvestre de Australia occidental en 1950. En 1996, la Unión Internacional para la Conservación de la Naturaleza (IUCN) catalogó a la Nothomyrmecia en situación de peligro crítico, indicando que apenas se tenía conocimiento de algunas colonias pequeñas. Dichas colonias están depauperadas (con un número descendiente de hormigas), y su distribución probablemente sea muy extensa en el sur de Australia, debido a la preferencia de las hormigas por los bosques primarios de mallee. Con dieciocho hábitat conocidos para esta especie, y la posibilidad de que se descubran más lugares, parece que existen pocas posibilidades inmediatas para la extinción.
Aunque no se conocen con certeza las amenazas que afectan a esta especie, se cree que las actividades humanas podrían afectar significativamente a Nothomyrmecia, entre otras la destrucción y la fragmentación de su hábitat debido a la construcción de líneas ferroviarias, carreteras y campos de trigo. En la ciudad de Ceduna, al oeste de Poochera, las poblaciones locales de la hormiga fueron prácticamente eliminadas después de que la zona fuera destruida y quemada a consecuencia de la instalación de una línea telefónica subterránea. Las colonias tampoco podrían sobrevivir a la limpieza de los árboles, ya que dependen de las canopias para guiarse. Los incendios forestales son otra gran amenaza para la supervivencia de Nothomyrmecia, ya que destruyen valiosas fuentes de alimentos, incluyendo los árboles de los que se alimentan, y reducen la población de una colonia. Sin embargo, las hormigas pueden estar a salvo de los incendios si permanecen dentro de sus nidos. El cambio climático también podría ser una amenaza para su supervivencia, ya que dependen de las temperaturas frías para el forraje y la recolección de alimentos. Un aumento de la temperatura impediría que las obreras pudieran obtener alimento y muy pocas áreas serían adecuadas para que las especies vivan. Los vientos fríos que soplan en el Océano Antártico permiten que Nothomyrmecia se beneficie de las temperaturas frías que necesitan para el forraje nocturno; en este sentido, un aumento de la temperatura del mar también podría amenazarla.
Los conservacionistas sugieren que la realización de encuestas, el mantenimiento de las poblaciones conocidas a través de la protección del hábitat y la lucha contra el cambio climático puede garantizar la supervivencia de Nothomyrmecia. También abogan por la protección del hábitat de mallee y proponen mejorar la estructura de árboles y subestructuras. Debido a que la mayoría de las poblaciones conocidas se encuentran fuera de las áreas protegidas en la vegetación junto a las carreteras, se requiere un plan de manejo de especies para identificar otras acciones claves, incluyendo la concientización de la presencia, estado de conservación y requerimiento de hábitat de N. macrops. Esto podría dar lugar a que el uso y la ordenación del suelo en el futuro se decidiera más apropiadamente a nivel local. No todas las colonias se encuentran en áreas desprotegidas; algunas se han descubierto en el Parque de Conservación del Lago Gilles y la Reserva de Conservación de Chadinga. Se necesita más investigación para conocer la verdadera extensión de la distribución geográfica de la hormiga.

### Significado
Nothomyrmecia macrops es considerada la hormiga viviente más primitiva y, como tal, ha despertado un interés considerable entre la comunidad entomológica. Tras su redescubrimiento, fue objeto de rigurosos estudios en los que participaron especialistas de hormigas australianos, americanos y europeos, y pronto se convirtió en una de las especies de hormigas más estudiadas del planeta. Nothomyrmecia se puede cultivar con facilidad, y podría ser útil para la investigación en el aprendizaje de los insectos, así como la fisiología de la visión nocturna. Desde su descubrimiento casual en Poochera, la ciudad se ha vuelto de interés internacional para mirmecólogos, y es posiblemente la única ciudad en el mundo con turismo basado en hormigas. De hecho, Nothomyrmecia ha sido adoptada como emblema de la comunidad de Poochera. Numerosas imágenes de la hormiga han sido estarcidas en los pavimentos de la ciudad, y también se ha erigido una gran escultura de Nothomyrmecia.